# 能登カントリークラブ
能登カントリークラブ（のとカントリークラブ）は、石川県羽咋郡宝達志水町にあるゴルフ場である。

## コース概要
安田幸吉による設計で、『日本海』『はななす』『宝達』の3コースで構成されている。
27ホール、パー108、10,569ヤード、コースレートは日本海36.9、はまなす37.0、宝達36.3。松林が各ホールをセパレートして重厚感のあるコース。グリーンはベルト2グリーンで、大きく速い。
練習場は250m、32打席。
12月31日と1月1日を除き無休でビジターも申込みが可能。

## 沿革
1968年10月12日にオープン。1971年には9ホールが増設され、現在の規模になった。
かつては能登興業開発により運営されていたが、2022年12月14日までに、韓国の企業『ウェイナグループ』の子会社になった。
2023年9月14日から9月17日にかけて、北陸初の『第33回日本シニアオープンゴルフ選手権』が日本海コース・はまなすコースにて開催された。2025年はリシャール・ミル チャリティトーナメントが開催（優勝池村寛世）

## 交通アクセス
- 宝達駅からタクシーで2分[1]。
- 金沢駅からタクシーで35分[1]。
- E86のと里山海道米出インターチェンジを出て左折し、すぐ右折するとコースに辿り着く[1]。